# Дънидин
Дънидин (на английски: Dunedin, също и Дънедин) е град в Нова Зеландия.

## География
Градът е разположен на Южния остров. Има пристанище, жп гара и аерогара (на 30 км). ЖП възел. Население 123 700 жители по данни от преброяването през 2009 г.

## История
Основан е от шотландци е през 1848 г. Името му произхожда от гаелското название на шотландската столица Единбург Туун Ечън (Dùn Èideann).

## Архитектура
Една от архитектурните забележителности на Дънидин е замъка „Ларнах“. Друга особеност на града е стръмната му улица Болдуин, която в най-стръмната си част достига 19 градуса наклон.

## Побратимени градове
- Единбург, Шотландия
- Отару, Япония
- Шанхай, Китай